# Cinnoberfläck
Cinnoberfläck (Arthonia cinnabarina) är en lavart som först beskrevs av Augustin Pyrame de Candolle, och fick sitt nu gällande namn av Carl (Karl) Friedrich Wilhelm Wallroth. Cinnoberfläck ingår i släktet Arthonia och familjen Arthoniaceae.  Arten är reproducerande i Sverige. Inga underarter finns listade i Catalogue of Life.

## Källor

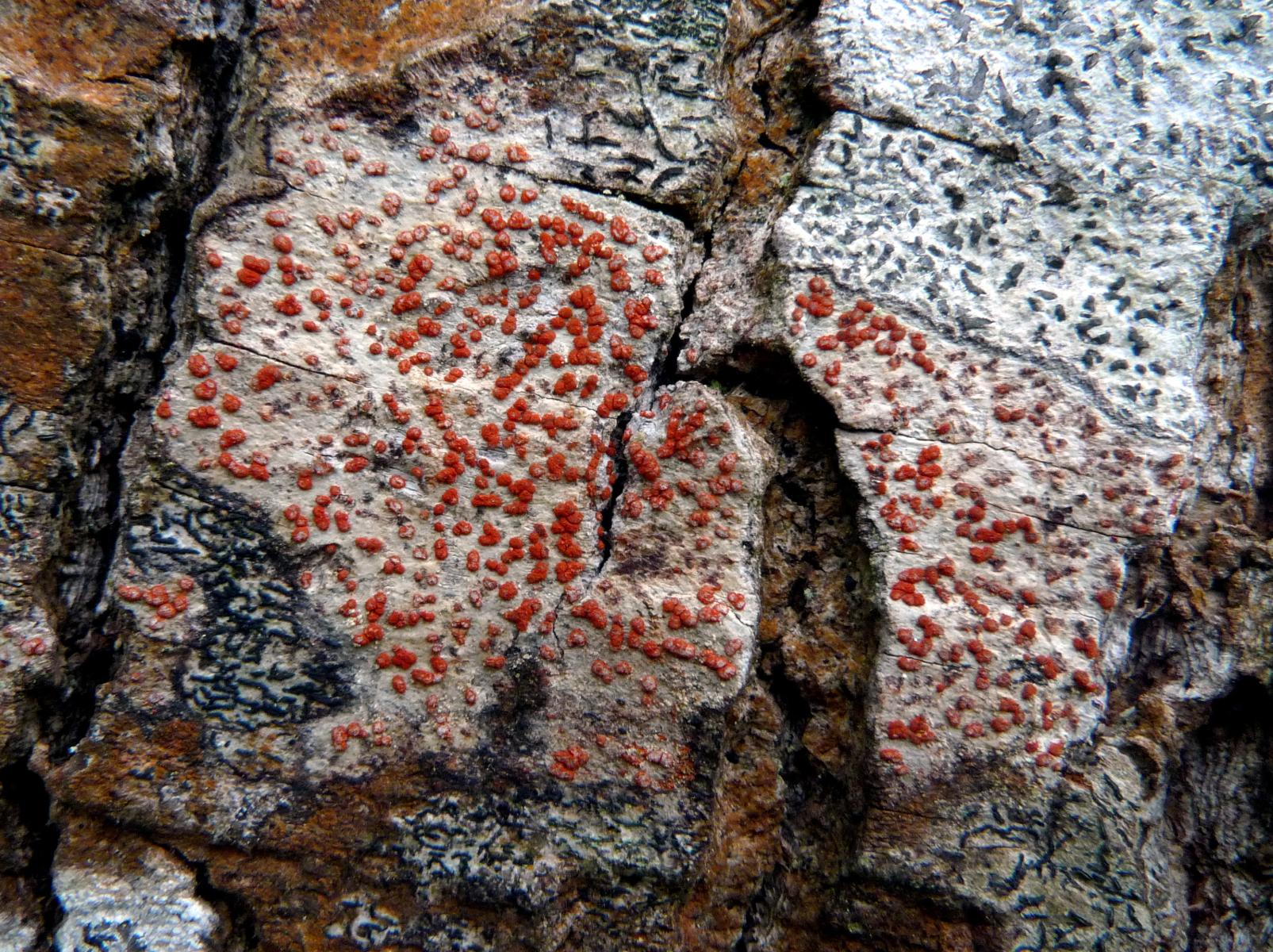
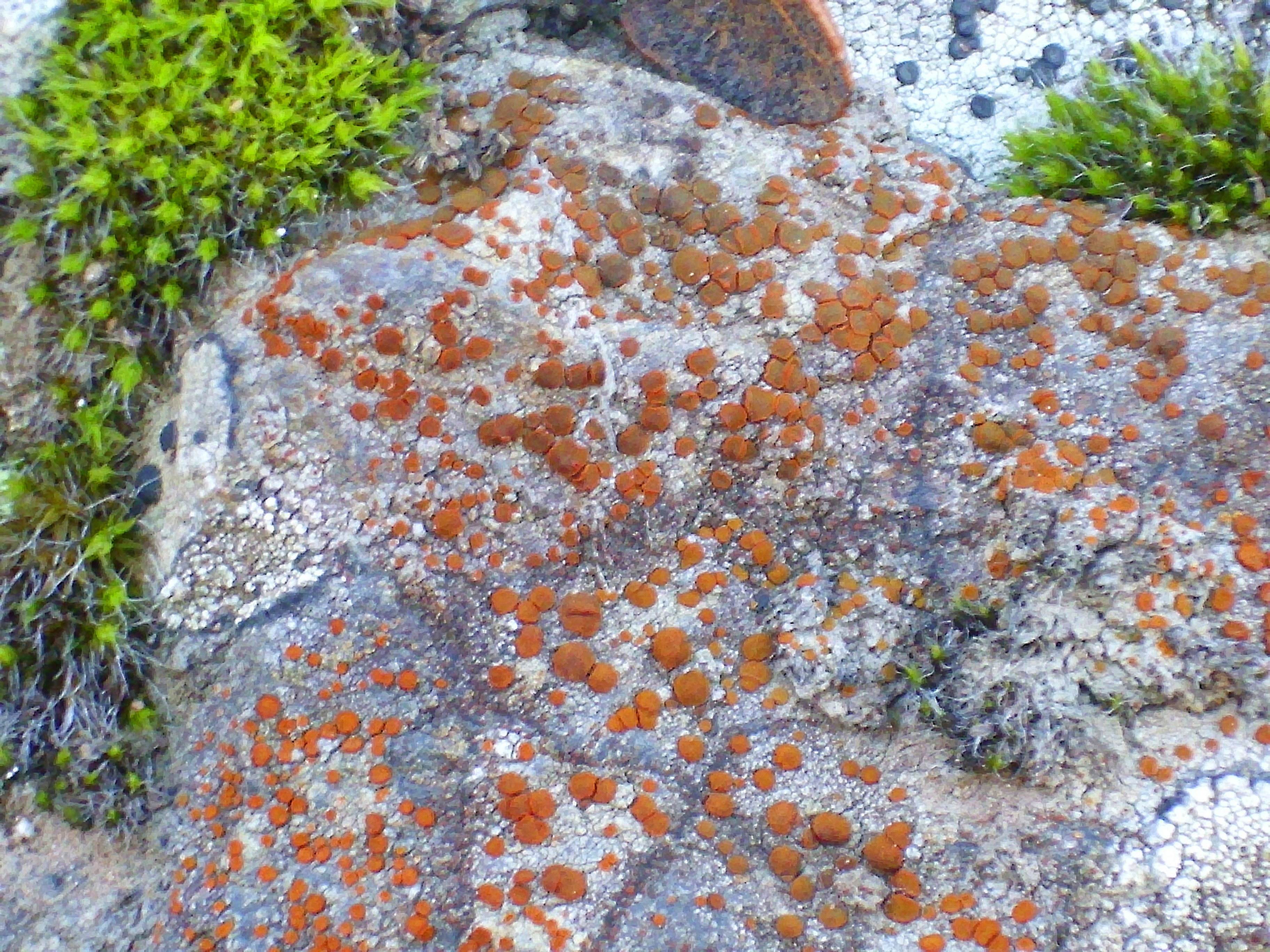